# 호제리우 삼파이우
호제리우 삼파이우 카르도주(포르투갈어: Rogério Sampaio Cardoso, 1967년 9월 12일~)는 브라질의 유도 선수로 1992년 하계 올림픽 하프라이트급에서 금메달을 획득했다.

## 경력
산투스에서 태어난 삼파이우는 4살 때 유도를 시작했다. 1992년 바르셀로나에서 열린 1992년 하계 올림픽에서 헝가리의 차크 요제프를 꺾고 금메달을 획득하였다. 그는 1988년 하계 올림픽에 참가한 국가대표 유도 선수이자 1991년 실연으로 인해 자살한 친형 히카르두에게 메달을 바쳤다.
1993년에는 캐나다 해밀턴에서 열린 1993년 세계 선수권 대회에서 동메달을 획득했다. 그러나 얼마 후 부상으로 인해 1995년 팬아메리칸 게임과 1996년 하계 올림픽에는 불참했다.
1998년에 현역에서 은퇴했다.